# Karnawał antyreligijny
Karnawał antyreligijny – rodzaj ateistycznej, komunistycznej imprezy, organizowanej przez Związek Wojujących Bezbożników w ZSRR w latach 20. i 30. XX wieku.

## Charakterystyka zjawiska

Grafika antychrześcijańska w czasopiśmie „Bezbożnik przy pracy”

Karnawały antyreligijne były imprezami mającymi na celu ośmieszenie i znieważenie religii chrześcijańskiej, w tym zwłaszcza Rosyjskiego Kościoła Prawosławnego. Adresowane były zarówno do osób dorosłych, jak i dzieci oraz młodzieży. Organizowano je najczęściej w okresie świąt religijnych (np. 25 grudnia ogłoszono Dniem Industrializacji). W trakcie imprez tego rodzaju paradowano z pochodniami, śpiewano antyreligijne piosenki, niszczono chrześcijańskie symbole religijne (sporadycznie także niechrześcijańskie), palono i opluwano krzyże czy paramenty. Dzieci zachęcano do głosowania za karą śmierci dla Boga, przymuszano je do składania różnych ateistycznych przyrzeczeń, zachęcano do konkursów na wyszukane bluźnierstwa. Propagowano ideologię komunistyczną, ateistyczną, jak również działalność Związku Wojujących Bezbożników. Przykładowo pochód komsomolców na Boże Narodzenie 1922 przypominał tradycyjne rosyjskie „swiatki”, mające charakter karnawałowy z elementami bluźnierczego śmiechu.
Na początku lat 30. XX wieku lansowano wśród dzieci i młodzieży pozdrowienie: Boga niet (pol. Boga nie ma) oraz odpowiedź: I nie nada (pol. I nie trzeba) lub I nie budiet (pol. I nie będzie). Próbowano też wprowadzić „październikowanie” dzieci w miejsce chrztu oraz czerwone wesela u komsomolców. W 1932 ogłoszona została „pięciolatka antyreligijna”, na wzór planów przemysłowych. Jej deklaracja zakładała, że do dnia 1 maja 1937 roku na całym terytorium ZSRR nie powinno pozostać ani jednego domu modlitwy i samo pojęcie boga winno zostać przekreślone jako przeżytek średniowiecza, jako instrument ucisku mas robotniczych.
Organizatorzy karnawałów antyreligijnych przejęli charakterystyczny dla mentalności Rosjan zwyczaj naśmiewania się z religii, mający jeszcze pogańskie korzenie. Stosowano środki typowo karnawałowe: odwracanie ról, parodiowanie usankcjonowanych społecznie wartości, profanacje, ambiwalencje znaczeń czy też stosowanie instrumentarium kultury „niskiej” do obśmiewania kultury „wysokiej”. Karnawały komunistyczne miały jednak odmienną funkcję od tradycyjnych, będących chwilową odskocznią od normy i czasowym zawieszeniem znaczeń, służyły bowiem totalnej, trwałej zmianie. Miały usankcjonować jako normę to, co było patologią, a zepchnąć do roli aberracji dotychczasową normalność.
Podobnym przedsięwzięciem Związku Wojujących Bezbożników były antyreligijne uniwersytety w kołchozach i fabrykach (1,2 miliona słuchaczy na przełomie lat 20. i 30. XX wieku).